# Claude Liauzu
Claude Liauzu (* 24. April 1940 in Casablanca, Marokko; † 23. Mai 2007 in Paris) war ein französischer Historiker, der sich auf Kolonialgeschichte spezialisiert hatte.
Er lehrte in den 1970er Jahren in Tunesien. Dann wurde er Professor an der Universität Paris VII - Denis-Diderot. Schon seine Doktorarbeit widmete sich der Arbeiterbewegung im Maghreb. Er leitete das Projekt Dictionnaire de la colonisation française.
Politisch stand er in der Jugend bei der Parti communiste français und kämpfte für die Unabhängigkeit Algeriens. Er übte scharfe Kritik an dem französischen Gesetz vom 23. Februar 2005, das die Betonung auch positiver Folgen des Kolonialismus im Schulunterricht vorschrieb. (2006 ist das Gesetz ohne Parlamentsdebatte durch Präsident Chirac zurückgenommen worden.)
Sein letztes Buch Histoire de l’anticolonialisme (2007) untersucht in einem Längsschnitt seit der Kritik von Bartolomé de Las Casas und Montaigne am Kolonialismus die Entwicklung der Kritik. Ein wichtiges Kapitel bildet die Kritik der Philosophen des XVIII. Jahrhundert, Kolonien seien nutzlos, ruinös und zum Bruch mit der Metropole vorbestimmt. Christentum, Menschenrechtsgedanke und Marxismus wiesen in die gleiche Richtung. Die Kritik an den Kolonialkriegen ging daher von sehr heterogenen Quellen aus. Nach dem Ende des Kolonialismus blieben die Probleme der Dritten Welt bestehen, die auf die europäischen Gesellschaft zurückschlagen.

## Schriften
Autor
- La Société française face au racisme. De la Révolution à nos jours, Bruxelles, Complexe, 1999.
- Aux origines des tiers-mondismes. Colonisés et anticolonialistes en France, 1919-1939, Paris, L’Harmattan, 2000.
- L’Enjeu tiersmondiste. Débats et combats, Paris, L’Harmattan, 2000.
- Empire du mal contre grand Satan. Treize siècles de cultures de guerre entre l’islam et l’Occident, Paris, Armand Colin, 2005.
- mit Gilles Manceron: La colonisation, la loi et l’histoire, Paris, Syllepse, 2006.
- Histoire de l’anticolonialisme en France du XVIe siècle à nos jours, Paris, Armand Colin, 2007, ISBN 978-2-01-270525-8.[1]

Herausgeber
- mit Marie-Claire Hoock-Demarle: Transmettre les passés. Nazisme, Vichy, les conflits coloniaux : les responsabilités de l’Université, Paris, Syllepse, 2001.
- mit Josette Liauzu: Quand on chantait les colonies. Colonisation et culture populaire de 1830 à nos jours, Paris, Syllepse, 2002.
- Tensions méditerranéennes, Paris, L’Harmattan, 2003.
- Colonisation. Droit d’inventaire, Paris, Armand Colin, 2004.
- Dictionnaire de la colonisation française, Paris, Larousse, 2007.